# Dierks Bentley (album)
Dierks Bentley è il primo ed eponimo album in studio del cantante statunitense Dierks Bentley, pubblicato nel 2003.

## Tracce
1. What Was I Thinkin'- – 4:21
2. Wish It Would Break – 3:36
3. Forget About You – 3:03
4. I Can Only Think of One – 3:50
5. My Last Name – 3:30
6. Bartenders, Etc... – 2:47
7. Is Anybody Loving You These Days – 3:23
8. My Love Will Follow You – 3:19
9. How Am I Doin' – 3:48
10. Distant Shore – 3:01
11. I Bought the Shoes – 3:27
12. Whiskey Tears – 3:32
13. Train Travelin' (featuring the Del McCoury Band) – 4:40 (Bentley)